# José Luis Sampedro
José Luis Sampedro Sáez (Barcelona, 1 de febrero de 1917-Madrid, 8 de abril de 2013) fue un escritor, humanista, economista y político español que abogó por una economía «más humana, más solidaria, capaz de contribuir a desarrollar la dignidad de los pueblos». En 2010 el Consejo de Ministros le otorgó la Orden de las Artes y las Letras de España por «su sobresaliente trayectoria literaria y por su pensamiento comprometido con los problemas de su tiempo». En 2011 se le concedió el Premio Nacional de las Letras Españolas.

## Biografía
Hijo de un médico militar, al año de nacer en Barcelona su familia se trasladó a Tánger (protectorado español de Marruecos), ciudad cosmopolita donde se aficionó a la lectura y donde vivió felizmente hasta los doce años. Luego marchó a educarse a Cihuela (Soria) con una tía suya, que lo mandó durante el curso escolar interno a un colegio privado que los jesuitas tenían en Zaragoza. Después vivió en Aranjuez hasta los dieciocho años, algo que tendrá su importancia cuando escriba su novela Real sitio; de sus años en el Tajo nació también El río que nos lleva. Él afirmará después que allí nació como escritor. En 1935, con solo dieciocho años, obtuvo por oposición una plaza de funcionario de aduanas; hizo los cursos en Madrid volviendo los fines de semana a Aranjuez. Fue destinado a Santander. Le queda tiempo para empezar a estudiar piano y se hace socio de un cineclub pionero; andando el tiempo ejercerá de crítico cinematográfico. En 1936 fue movilizado por el ejército republicano en la guerra civil española, combatiendo en un batallón anarquista. Por petición de los analfabetos les leía el periódico y algunos libros. En 1937, al ser conquistada Santander, se pasó al ejército del bando nacional. 

Cuando llegaron los que yo suponía míos y empezaron a fusilar a gente, fue cuando me di cuenta de que los que habían ganado no eran los míos. Me parecen  horribles todos los asesinatos [...] pero hay diferencias entre unos y otros. Cuando un bracero de un cortijo, mal pagado y con frecuencia humillado, harto de esa vida aperreada en un momento propicio, de revuelta popular, cae en la tentación de cortarle el cuello al amo, culpable de su miseria, sí, es un asesinato. Pero cuando tres señores bien vestidos, bien comidos, terminada la contienda, constituyen un tribunal, con total impunidad y bajo un crucifijo cuyo mensaje es amaos los unos a los otros, envían al paredón a un hombre por haber defendido unas ideas y un régimen establecido democráticamente, ahí el asesinato es mucho más censurable. Es decir, aun no justificando ninguno de ellos, es más comprensible el asesinato cometido por ignorancia, hambre e incultura que el cometido de esa manera fría y despiadada...

Pasa la guerra en Santander, Melilla,  Cataluña, Guadalajara y Huete (Cuenca). Durante estos años, comienza a escribir poesía, de la que se han conservado varios centenares de poemas que se han dado a conocer en el año 2020 en el libro: Días en blanco. Poesía completa.
En 1939 termina su primera novela, La estatua de Adolfo Espejo. Pide y obtiene el traslado a Madrid en 1940, donde, en 1944, contrae matrimonio con Isabel Pellicer y realiza sus estudios universitarios de Ciencias Económicas, que finalizó en 1947 con Premio Extraordinario. En 1950 se doctora con una tesis sobre localización industrial que publica en 1951. Desde 1947 da clases en la universidad y comienza además a trabajar como economista para el Banco Exterior de España. Ejerce además de asesor para el Ministerio de Comercio entre 1951 y 1957 y con ese cometido asiste a numerosas reuniones internacionales y en la preparación del Plan de Estabilización de 1959. Además se incorpora a la Secretaría Técnica del Ministerio de Hacienda en 1962. En 1955 ya se había convertido en catedrático de "Estructura e instituciones económicas" en la Universidad Complutense de Madrid, puesto que ocupó hasta 1969, compaginándolo con diversos puestos en el Banco Exterior de España, alcanzando el nivel de subdirector general. Por entonces escribe la pieza teatral Un sitio para vivir (1955). Publica Realidad económica y análisis estructural (1958) y El futuro europeo de España (1961). También en 1961 el editor Manuel Aguilar publica su primera novela, Pan y navaja, cuyo título cambió a El río que nos lleva —que fue llevada al cine en 1988 —, y cuya estructura se funda en el I Ching y se inspira en la dura vida de los gancheros del Tajo.
Entre 1965 y 1966, ante las destituciones de los catedráticos en la universidad española Aranguren y Tierno Galván, decide hacerse profesor visitante en las universidades de Salford y Liverpool. "Sin libertad lo que vivo no es mi vida". Unido a ellos, junto con otros profesores, crean el Centro de Estudios e Investigaciones (CEISA), que sería cerrado por el Gobierno tres años después. En 1967 publicó Las fuerzas económicas de nuestro tiempo, traducido a cinco idiomas. En 1968 fue designado Ann Howard Shaw Lecturer en la universidad norteamericana Bryn Mawr College; es luego profesor en las británicas Universidad de Salford (1969-1970) y Liverpool (1970-1971). En 1969 aparece, en colaboración con el catedrático Rafael Martínez Cortiña, su manual de Estructura económica, que sirvió de libro de texto en las universidades españolas.
A su vuelta a España pide la excedencia en la Universidad Complutense y desde septiembre de 1971 vuelve a su antiguo puesto de funcionario de aduanas. Publica El caballo desnudo (1970), una sátira que le permitirá desahogar sus frustraciones ante la situación del país. En 1972 participa en la III Conferencia de la UNCTAD en Santiago de Chile y como economista consultor del Banco Internacional de Reconstrucción y Fomento en una misión en la República Dominicana. En 1976 vuelve al Banco Exterior de España como economista asesor. En 1977 fue nombrado senador por designación real, en las primeras Cortes democráticas, puesto que ocuparía hasta 1979.
En paralelo a su actividad profesional como economista, pública diversas novelas y tras su jubilación continúa dedicado a escribir, consiguiendo grandes éxitos con obras como Octubre, octubre (1981), quizá su mejor novela y desde luego la más compleja y la que lo descubrió definitivamente ante la crítica; La sonrisa etrusca (1985), quizá su obra más traducida (aunque no al inglés) o la novela histórica La vieja sirena (1990). Sus éxitos literarios coinciden con la trágica noticia de la muerte de su esposa, Isabel Pellicer, en 1986.
En 1990 fue nombrado miembro de la Real Academia Española, donde su heterodoxo discurso de ingreso, Desde la frontera, tiene mucho que ver con el tema de su obra La vieja sirena, publicada ese mismo año, considerada un canto a la vida, al amor y a la tolerancia.
Se casa en Alhama de Aragón (Zaragoza), en 2003, con la escritora, poetisa y traductora Olga Lucas. Perdió algo de audición y padeció glaucoma. Desde hacía tiempo pasaba parte del año en Tenerife, una tierra cuyos símbolos, el drago y el Teide, le sirvieron para componer La senda del drago.
Ejerció su humanismo crítico acerca de la decadencia moral y social de Occidente, del neoliberalismo y las brutalidades del capitalismo. En referencia a esto, puso su grano de arena en las protestas en España de mayo de 2011 escribiendo el prólogo a la edición española del libro ¡Indignaos!, de Stéphane Hessel.
Falleció el 8 de abril de 2013, en Madrid, a los 96 años de edad y fue incinerado al día siguiente en el Cementerio de La Almudena.

## Distinciones
Sampedro fue presidente honorario no ejecutivo de la empresa Sintratel, junto con José Saramago. En 2008, fue condecorado con la Medalla de la Orden de Carlomagno del Principado de Andorra. En abril de 2009 fue investido como doctor honoris causa de la Universidad de Sevilla. El 2 de junio de 2010 se le concedió el XXIV Premio Internacional Menéndez Pelayo por sus «múltiples aportaciones al pensamiento humano» desde sus facetas de economista, escritor y profesor, recibiendo el galardón el 22 de julio de 2010.
El Consejo de Ministros de 12 de noviembre de 2010 le otorgó la Orden de las Artes y las Letras de España por «su sobresaliente trayectoria literaria y por su pensamiento comprometido con los problemas de su tiempo». 
En 2011, recibió el Premio Nacional de las Letras Españolas .
El 24 de mayo de 2012 fue investido doctor honoris causa por la Universidad de Alcalá.

### Nacionales
España:
- Mención Especial de los Premios Mujeres Progresistas otorgado por la Federación de Mujeres Progresistas (1991)
- Orden de las Artes y las Letras de España (2010)
- Premio Nacional de las Letras (2011)

### Extranjeras
- Medalla de la Orden de Carlomagno, Principado de Andorra

### Reconocimientos
Desde el 5 de julio de 2014 se presenta una exposición permanente de su vida y obra en el pueblo que vio forjar su último amor: Alhama de Aragón. Más concretamente en la casa palacio. Su viuda, Olga Lucas, la inaugura en dicha fecha. En 2014 la Asociación Internacional Humanismo Solidario le entregó a título póstumo el I Premio Internacional Humanismo Solidario "Erasmo de Rotterdam".

## Esculturas
- Busto en el Parque José Luis Sampedro en el Conceio de Oleiros (La Coruña), realizado por Álvaro Gil García e inaugurado el 17 de julio de 2019.
- Estatua en homenaje a José Luis Sampedro en el Parque José Luis Sampedro en el distrito madrileño de Chamberí, de la escultora Natividad Sánchez, inaugurado en enero de 2020.
- Estatua en el Bulevar de La Cala de Mijas (Málaga) -lugar en el que vivió durante los últimos años de su vida-, realizado por José María Córdoba, e inaugurado el 15 de mayo de 2021.

## Obras

### Novelas
Trilogía Los círculos del tiempo:
1. Octubre, octubre (1981), ISBN 9788420420547
2. La vieja sirena (1990), ISBN 9788423318704
3. Real Sitio (1993), ISBN 9788466336444

Independientes:
- La estatua de Adolfo Espejo (1939, publicada en 1994), ISBN 9788420481456
- La sombra de los días (1947, publicada en 1994), ISBN 9788420481463
- Congreso en Estocolmo (1952), ISBN 9788420420035
- El río que nos lleva (1961), ISBN 9788422628002
- El caballo desnudo (1970), ISBN 9788420421810
- La sonrisa etrusca (1985), ISBN 9780679763383
- El amante lesbiano (2000), ISBN 9788401341526
- La senda del drago (2006), ISBN 9788401341878
- Cuarteto para un solista (2011), coescrita con Olga Lucas, ISBN 9788401340000

### Cuentos
Colecciones:
- Mar al fondo (1992), colección de 10 cuentos, ISBN 9788423322114:
"Ártico", "Mediterráneo", "Báltico", "Índico", "Land's End", "Caribe", "Egeo", "Mar del Sur", "Mar Amarillo", "Antártico"
- Mientras la tierra gira (1993), colección de 32 cuentos, ISBN 9788423322565:
"Primer grupo": "La sombra de los días", "Etapa", "Trayecto final", "La sierva y el ángel", "Un día feliz", "El tratado con Laponia", "La felicidad", "El agostero", "Una visita", "El buen pan", "Tormenta en el campo", "Gregorio Martín"
"Segundo grupo": "La noche de Cajamarca", "Viajero", "Arca número dos", "Junto a la ventana", "Fantasía de Año Nuevo", "Un puñado de tierra", "El hombre fiel", "La isla sumergida", "Un caso de cosmoetnología: la religión hispánica", "La bendición de Dios", "Sabiduría sufí", "El llanto de la llave perdida"
"Tercer grupo": "Ebenezer", "Aquel instante en Chipre", "En la misma piel del tigre", "A Erika", "Divino diván", "La Mortitecnia, industria de Occidente", "Felisa", "Iniciación"

No publicados en colecciones:
- "La balada del agua" (2008), ISBN 9788415597957

### Obras de teatro
- La paloma de cartón (1948, impresa en 2007), Premio Calderón de la Barca de 1950
- Un sitio para vivir (1955, impresa en 2007), ISBN 9788415028017
- El nudo (1982)

### Poemas
- Días en blanco: Poesía completa (2020),[12] colección, ISBN 9788401024542, palabras preliminares de Olga Lucas, edición y estudio introductorio de José Manuel Lucía Megías (Barcelona, Plaza y Janés, 2020)

### ¿Cómo es la poesía de José Luis Sampedro?
En 2020, aparece, de forma póstuma, la edición de su poesía completa. José Luis Sampedro no publicó en vida más que unos pocos, poquísimos poemas sueltos: los que aparecen bajo pseudónimo en el único número de la revista UNO, los que se incluyeron, con permiso del autor, en Uni verso, junto a otros de Olga Lucas, y los seis poemas publicados en Ventanas de viento en un libro ilustrado por el artista Miró Llul.
Este marcado silencio, sorprendente en alguien que tantas veces mostró públicamente su amor por el género poético, termina finalmente en marzo de 2020 con la publicación de Días en blanco: Poesía completa. 1936-1985[1], donde se brinda, por primera vez a los lectores, su profusa creación poética, hecha a ratos sueltos, pero de forma constante. El conjunto de esta obra poética se puede organizar en dos grandes bloques: el ciclo poético de la Guerra Civil (1936-1939), y los poemas sueltos que se extienden desde la década de los cuarenta hasta la década de los ochenta. Si bien la obra poética completa de José Luis Sampedro se compone de unos cuatrocientos poemas a lo largo de casi cincuenta años, en este apartado me gustaría centrarme en los seis primeros cuadernos que comprenden los años de la Guerra Civil (1936-1939), es decir, los inicios poéticos del escritor. Una de las razones por las que en Sampedro empieza a brotar la escritura, por las que siente la imperiosa necesidad de dejar constancia escrita de lo vivido para poder entender, es el enfrentamiento bélico y su tiempo en el campo de batalla (Lucía Megías, 2023, p. 61).
A partir de esa época, no hallamos una unidad temática que relacione firmemente todas las composiciones. Pese a esto, podemos observar que el escritor tiene una serie de preocupaciones y motivos que se repiten y lo acompañarán durante toda su vida.  En estas tres décadas, los temas de su poesía son más estables: amor, normalmente en su vertiente erótica, soledad y, sobre todo, compromiso social. Una de las causas de esta estabilidad puede ser que, al escribir tan pocos poemas, nunca llega a agotar los temas. Sin duda, resulta primordial conocer la faceta poética de la obra de José Luis Sampedro para poder ahondar correctamente en lo que fue su escritura y su pensamiento vital. El poder acercarnos a su poesía una década después de su fallecimiento es un regalo inesperado que debemos celebrar; un regalo que creo muy meditado por el autor y que se integra en un legado imprescindible de la literatura y cultura españolas del siglo XX.
La escritura poética sirvió a Sampedro como ejemplo vivo de una época y de un momento histórico. Su tiempo como soldado, en ambos bandos, sumado a la sensibilidad que lo caracterizaba y que le permitía ver la ternura, el cariño y los espacios de esperanza entre las ruinas de un país, nos ofrece, también desde cierta inocencia adolescente, el retrato de una generación sacrificada por la guerra. En su poesía, el amor, la naturaleza y el ser humano se descubren como ejes de resistencia y de fe por encima de las bombas, los fusiles y el ruido. Años más tarde, durante la durísima posguerra en la que el hambre, el duelo y la pobreza asolaron a una gran parte de la sociedad española  –especialmente entre aquellos del bando perdedor–, José Luis Sampedro es capaz de encontrar el remanso de amor, la confianza en el pueblo como unidad y medida de todas las cosas y la posibilidad de una vida más allá de la barbarie, aunque sin olvidarla nunca.

### No ficción
Economía
- Principios prácticos de localización industrial (1957)
- Realidad económica y análisis estructural (1959)
- Lecciones de estructura Económica (1965)
- Las fuerzas económicas de nuestro tiempo (1967), ISBN 9780303175667
- Estructura económica: teoría básica y estructura mundial (1969)
- Serie Conciencia del subdesarrollo:
  1. Conciencia del subdesarrollo (1973), ISBN 9788434573246
  2. Conciencia del subdesarrollo veinticinco años después (1996), coescrita con Carlos Berzosa, ISBN 9788430600304
- Inflación: una versión completa (1976)
- La Inflación: Prótesis del sistema, o La inflación (al alcance de los ministros) (1985), ISBN 9788485859924
- El mercado y nosotros (1986), ISBN 9788485337699
- Dulce cintura de América (1991), coescrita con Luis Ramírez Benéytez y Luis de Sebastián, ISBN 9788440498892
- El mercado y la globalización (2002), ISBN 9788423334094
- Los mongoles en Bagdad (2003), ISBN 9788423335756
- Multimegamuchaglobalización (2008), coescrita con Carlos Berzosa y Ángel Martínez González-Tablas, ISBN 9788474919028
- Economía humanista. Algo más que cifras (2009), ISBN 9788483068281
- Economía eres tú (2015), ISBN 9788460817895

Autobiografías
- Escribir es vivir (2005), coescrita con Olga Lucas, que transcribe las conferencias sobre su vida y obra que dictó en la Universidad Menéndez Pelayo, ISBN 9788401341861
- La escritura necesaria (2006), ensayo-diálogo sobre su obra novelística y su vida. Edición y diálogo: Gloria Palacios. Ed. Siruela
- Monte Sinaí (2012), ISBN 9788497931953
- Sala de espera (2014), ISBN 9788401343056

Otras
- Fronteras (1995), opinión
- Con nombre y apellidos, o Con nombre y apellidos: cómo localizar a nuestros antepasados (1999), guía, ISBN 9788427024397
- Las joyas de las reinas de España (2004), coescrita con Fernando Rayón, arte, ISBN 9788408051190
- Conversaciones sobre política, mercado y convivencia (2006), coescrita con Carlos Taibo Arias, política, ISBN 8483192616
- La ciencia y la vida (2008), diálogo junto al cardiólogo Valentín Fuster, ordenado por Olga Lucas, ISBN 9788401336768
- Reacciona: 10 razones por las que debes actuar frente a la crisis económica, política y social (2011), coescrita con Federico Mayor Zaragoza, Baltasar Garzón, Juan Torres López, Àngels Martínez Castells, Rosa María Artal, Ignacio Escolar, Carlos Martínez Alonso, Javier López Facal, Javier Pérez de Albéniz y Lourdes Lucía, política, ISBN 9788403102002
- Pregón de la rosa (2013), discursos, ISBN 9788415597704
- La vida perenne (2015), filosofía, ISBN 9788401347344

## Adaptaciones
- El río que nos lleva (1989), película dirigida por Antonio del Real, basada en la novela El río que nos lleva
- La sonrisa etrusca (2018), película dirigida por Oded Binnun y Mihail Brezis, basada en la novela La sonrisa etrusca